# 亚历山大·波将金
亚历山大·波将金（1673年—1746年）是一名俄国贵族，是格里高利·波将金的父亲。

## 家庭
大约在1708年，他娶了一位不知名的女性，他们的婚姻在1724年破裂。1723年，他娶了达莉亚·思科瑞托娃，他们育有六个子女：
- 玛尔法·叶连娜 (1724–1775) – 嫁给了瓦西里·冯·恩格尔哈特，育有六个女儿，包括著名的波将金的侄女Alexandra Branitskaya伯爵夫人；
- 玛利亚– 嫁给了尼古拉·萨莫伊洛夫；
- 佩拉吉娅–嫁给了彼得·维索茨基；
- 达莉亚– 嫁给了Alexander Lichaczow；
- 娜杰日达(1738–1757)未婚；
- 格里高利·波将金 (1739–1791)。